# クロステック
クロステック（X-Tech、XT）とは、洗練された情報通信技術を駆使した革新的な製品やサービスがグローバルに広がることで既存の産業構造や競争原理が破壊・再定義され、新たに形成されるデジタルとリアルが融合したビジネス領域を指す。クロステック企業は新たな社会基盤となる基幹情報システム群（コアシステム）を提供するため、プラットフォーマーと呼ばれる。クロステックにより全体最適化された社会は日本政府が提唱する「ソサエティー5.0」（Society 5.0）と呼ばれる。

## 概要
情報通信技術の高度化や進化により技術的特異点（シンギュラリティ）が予測されるようになり、膨大な情報、先進的な情報通信技術、大規模な情報通信インフラを前提としたビジネスモデルが生まれるようになった。情報通信技術を駆使する欧米のテクノロジー企業は破壊的イノベーション（デジタル・ディスラプション）を世界規模で展開し、テクノロジー企業を中心としたビジネスの再定義が始まった。既存産業はデジタル・ディスラプターに対抗するため、情報通信技術を積極的に取り入れるデジタル変革（デジタルトランスフォーメーション：DX）を推進した。デジタル革命による産業構造の再定義（第4次産業革命）により新たに出現した業界をクロステック（X-Tech）と呼ぶ。例えば、FinTech、EdTech、HealthTech、RETech、AgriTech、AdTech、MediTech、LegalTech、GovTech、MarTech、HRTech、BOTech、SportTech、CleanTech、RetailTech、FashTech、InsurTech、FoodTech、AutoTech、CarTech、HomeTech、ChickenTech(養鶏) 等のように「～Tech」の形式で用いられる。X-Techはそれらの総称である。

## 詳細
クロステック企業はデジタルビジネスのプラットフォームとなる基幹情報システム群（コアシステム）を提供し、サービス利用料を得るビジネスモデルである。最先端の情報通信技術を巧みに組み合わせて、業界の垣根を超えたサービスを提供する特徴がある。副産物として農業、建設、医療といった情報通信技術が浸透していないビジネス領域に対して、情報化が促進される効果がある。情報技術（IT）/情報通信技術（ICT）から様々な要素技術を有機的に統合するクロステック（XT）への昇華が起きている。

### 代表的な技術
第3のプラットフォーム（クラウド、ビッグデータ、モバイル、ソーシャル）の時代を経て、IoT（Internet of Things）や人工知能を既存ビジネスと掛け合わせたデジタルビジネスが開花した。
1. IoT（Internet of Things）
2. ソーシャル・ネットワーク
3. エッジコンピューティング[12]
4. コネクテッド・インダストリーズ[13]
5. クラウドコンピューティング
6. データセンター
7. 第5世代移動通信システム（5G）
8. ビッグデータ・データサイエンス
9. 人工知能（AI）
10. 量子コンピュータ
11. ロボティクス
12. デジタルツイン[14]
13. トリリオン・センサー[15]
14. ブロックチェーン
15. サイバーセキュリティ

### ビジネス戦略
クロステック領域のビジネス戦略は技術革新を前提とした技術戦略と創造的破壊を伴うビジネスイノベーションである。新技術と既存技術を組み合わせて、既存ビジネスを再構築することで既存プレイヤーとの差別化を図る。例えば、シェアリングビジネスやモビリティサービス（Mobility-as-a-Service：MaaS）はモノづくりからコトづくり（製造業からサービス業）への転換により、社会イノベーションを起こす。新技術は大学やベンチャー企業との緩やかな連携（オープンイノベーション）により獲得し、サービス提供の基盤となる基幹情報システム群（コアシステム）は垂直統合／水平統合により内製化するオープン＆クローズ戦略が取られる。
1. シェアリングエコノミー
2. オープンイノベーション
3. 共創[17]
4. テクノロジー企業に対する戦略的投資
5. トヨタ生産方式（TPS）

## ITの潮流
インターネット・バブル期（1990年代末期から2000年代初期）はシステムインテグレーターや通信キャリア、インターネット関連企業が情報通信技術を保有し、情報産業に属していない一般企業においては、ヘッドオフィスの情報システム関連業務のビジネス・プロセス・アウトソーシングが流行していた。その後、環境変化に対するアジリティや内部統制、サイバーセキュリティ対策の重要度が高まり、一般企業においても情報通信技術を内部に保有する内製回帰が進んだ。デジタルトランスフォーメーション、インダストリー4.0、第4次産業革命が叫ばれる頃には情報システム部門（モード1）とデジタル部門（モード2）が併存するようになり、「攻めのIT」と「守りのIT」というアプローチが取られるようになった。デジタルトランスフォーメーション（DX）を完了した企業群は、両者を統合（攻守統合）して事業化する動きが加速し、従来の情報システム部門は働き方改革や業務変革の専門組織と改められた。後者は特にホワイトカラー業務の自動化としてロボティック・プロセス・オートメーションが推進されている。
2000年前後
- ソフトウェアはハードウェアに付属する
- 情報技術は業務を効率化するツール
- フルアウトソーシング

2010年代後半以降
- ソフトウェアがハードウェアを定義する[20][21]
- 情報技術を中心にサービスや価値全体が再設計される
- IT事業はコアビジネス

## X-Techの潮流

### プラットフォーマー
Apple, Google, Facebook, Amazon, Microsoft 等のテクノロジー企業がクロステックのモデルである。テクノロジー企業のサービスは世界中の人々の日常生活に浸透し、社会基盤となっている側面がある。他社の追随を許さない数万～数十万人規模のエンジニア組織であり、個人情報や行動履歴データを収集、分析する大規模な情報処理装置を保有している。Nvidia, Netflix, Tesra, Airbnb, Uber 等、革新的なテクノロジーとビジネスモデルを武器に急成長する企業が次々と出現している。インターネットやスマートフォンが当たり前にある時代（デジタルネイティブ世代）において、情報通信（アプリケーション・インフラ・ネットワーク）は水道・ガス・電気・道路等と同じく社会基盤となっている。世界標準、業界標準の情報基盤を提供する企業は第三者のビジネス基盤（プラットフォーム）を提供するため、プラットフォーマーと呼ばれる。プラットフォーマーは新たに創出された産業エコシステムの中で支配的な地位を占める。

### コアシステム
2015年にGoogleは持株会社Alphabetを設立し、2016年に自動運転車の開発部門をAlphabet傘下のWaymoとして分社した。この動きはテクノロジー企業が複数の産業に進出する傾向を表している。X-Techは「産業と情報技術の掛け合わせ」から「業種・業界横断的」に変化し、最終的には「全ての業種・業界」がビジネスフィールドかつ「業種・業界を意識しない」コングロマリットとなる。既存産業のシステム構造は単一企業の枠で最適化されているが、コアシステムは様々な事業のハブとなり、グループ企業、関係会社、エンドユーザまでの包括的なプラットフォームを形成する。プラットフォームは世界標準・業界標準であるため、複数の企業グループ（または緩やかな同志的結合による企業連合）のシステム構造が最適化されている状態となる。プラットフォームはプラットフォーマー単位に構成されるが、最終的には各々が相互に連携・作用して全体最適となるように収束する。プラットフォーマーはコアシステムの安定稼働やサイバーセキュリティ対策に責任を持ち、コアシステムにおけるキーパーツやコア技術の研究開発、リアル店舗の管理・支援を行い、全体を一つに統合、統制する。
クロステックにより、利用者は様々なサービスをシームレスに利用できるようになる。これはユビキタスコンピューティングやモノのインターネット (Internet of Things = IoT)と同様、「どこでもコンピュータ」の概念である。